# Sulla condotta dell'intelletto
Sulla condotta dell'intelletto (Of the Conduct of the Understanding) è un saggio scritto dal filosofo britannico John Locke e pubblicato postumo nel 1706.
In quest'opera Locke descrive come pensare in modo chiaro e razionale. È un manuale per gli autodidatti. Completa alcuni pensieri sull'educazione di Locke che spiega come educare i bambini. Il testo fu pubblicato per la prima volta nel 1706, due anni dopo la morte di Locke, come parte delle opere postume di Peter Locke di Peter King.